# 哈根贝格
哈根贝格是奥地利上奥地利州弗赖施塔特县的一个市镇。总面积15.1平方公里，总人口2534人，人口密度167.8人/平方公里（2005年）。